# ليسينكووية

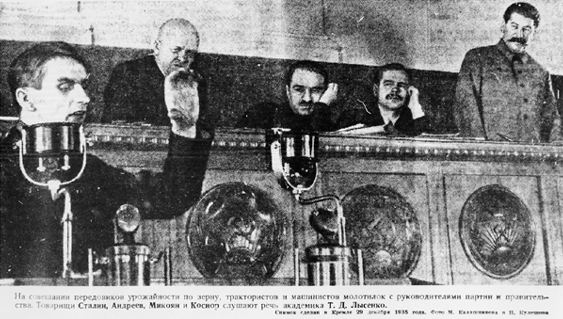
ليسينكو وهو يخطب في الكرملين سنة 1935 بوجود ستالين (الأول من اليمين في الصف الخلفي)

الليسينكووية هي حملة سياسية قادها تروفيم ليسينكو ضد علم الوراثة والزراعة المبنية على أساس علمي في منتصف القرن العشرين. رفضت الاصطفاء الطبيعي تأييدًا لللاماركية والادعاءات المبالغ بها لصالح التجميد التنشيطي وتطعيم النبات. شغل ليسينكو منصب مدير أكاديمية لينين للعلوم الزراعية في الاتحاد السوفيتي.
دعم جوزيف ستالين الحملة. عُزِل أو سُجن أكثر من 3,000 عالم بيولوجي مهم، وأُعدِم العديد من العلماء في الحملة لقمع المعارضين منهم. أُرسِل رئيس الأكاديمية الزراعية نيقولاي فافيلوف، الذي شجع ليسينكو، إلى السجن وتوفي هناك، بينما دُمِّرت أبحاث علم الوراثة السوفيتية. تضرر أو حُظِر كل من البحوث والتدريس في مجالات الفسيولوجيا العصبية وعلم الأحياء الخلوي والعديد من المجالات الحيوية الأخرى.
قبلت بلدان أخرى في الكتلة الشرقية، مثل بولندا وتشيكوسلوفاكيا والجمهورية الديمقراطية الألمانية، الليسينكووية باعتبارها «علم الأحياء الحديث» الرسمي بدرجات متفاوتة، وذلك كما فعلت جمهورية الصين الشعبية لعدة سنوات.

## في الاتحاد السوفيتي

### النشوء
لفت إسحاق إيزرايلفيتش بريزنت انتباه الجمهور إلى ليسينكو، وذلك باستخدام الدعاية السوفيتية لتصويره على أنه عبقري طور تقنية زراعية ثورية جديدة. قدمت له شعبيته حينها منبرًا لإدانة علم الوراثة النظرية وتعزيز ممارساته الزراعية الخاصة. دعمت الدعاية السوفيتية ليسينكو وضخّمت نجاحاته، واستشهدت بالنتائج التجريبية المزيفة وتجاهلت ذكر إخفاقاته.
يُعزى نجاح ليسينكو السياسي في أغلبه إلى انجذابه للحزب الشيوعي والأيديولوجية السوفيتية. رأى المسؤولون السوفيت أن أساليب ليسينكو «الجديدة» تمهد الطريق لثورة زراعية، وذلك بعد جهود التنظيم الجماعي الكارثية في أواخر عشرينيات القرن العشرين. كان ليسينكو نفسه من عائلة فلاحية، وكان مدافعًا متحمسًا عن اللينينية. أشادت الصحف التي سيطر عليها الحزب بجهود ليسينكو «العملية»، وشككت في دوافع منتقديه.
تمتعت «ثورة ليسينكو الزراعية» بميزة دعائية قوية أكثر من الأكاديميين الذين حثوا على الصبر والمراقبة التي يحتاجها العلم. قُبِل ليسينكو في الانضمام إلى الحزب الشيوعي، وكُلِّف بالشؤون الزراعية. استخدم منصبه للتنديد بعلماء الأحياء على أنهم «عشاق للحشرات وكارهين للناس»، وشجب «المخربين» في علم الأحياء الذي زعم أنهم حاولوا تعطيل الاقتصاد السوفيتي وإيصاله إلى السقوط. نفى أيضًا التمييز بين علم الأحياء النظري والتطبيقي. قدم نفسه على أنه من أتباع إيفان فلاديميروفيتش ميتشورين، البستاني السوفيتي المعروف والمحبوب، ولكنه دعا إلى شكل من أشكال اللاماركية على عكس ميتشورين، وأصر على استخدام التهجين والتطعيم فقط كتقنيات غير وراثية.
زاد دعم جوزيف ستالين من قوة ليسينكو وشعبيته. قارن ليسينكو معارضيه في علم الأحياء بالفلاحين الذين قاوموا إستراتيجية التنظيم الجماعي التي تبعتها الحكومة السوفيتية في عام 1935، وقال إن علماء الوراثة التقليديين وضعوا أنفسهم ضد الماركسية بمعارضة نظرياته. كان ستالين ضمن الحضور أثناء إلقاء هذا الخطاب، وكان أول من وقف للتصفيق والتهليل قائلًا «برافو، الرفيق ليسينكو، برافو». شجع هذا ليسينكو وأعطاه هو وبريزنت حرية التشهير بعلماء الوراثة الذين استمروا بالحديث ضدهما. سُجِن أو أُعدِم العديد من معارضي ليسينكو، مثل معلمه السابق نيقولاي إيفانوفيتش فافيلوف، بسبب تنديداتهم.
أعلنت أكاديمية لينين للعلوم الزراعية في 7 أغسطس عام 1948، في نهاية جلسة استمرت أسبوعًا نظمها ليسينكو ووافق عليها ستالين، أنه اعتبارًا من تلك اللحظة ستُدرَّس الليسينكووية على أنها «النظرية الصحيحة الوحيدة». اضطر العلماء السوفيت لإدانة أي عمل يتناقض مع ليسينكو. انتُقِد ليسينكو على أنه «برجوازي» أو «فاشي»، وازدهرت نظريات «غير برجوازية» مماثلة في مجالات أخرى مثل اللغويات والفن في الأكاديمية السوفيتية في هذا الوقت. كان المعارضون الوحيدين لليسينكووية خلال فترة ستالين، والذين هربوا من التصفية، من مجتمع الفيزيائيين النوويين السوفيت الصغير، وذلك كما عقّب توني جدت قائلًا: «من المهم أن يترك ستالين الفيزيائيين النويين بمفردهم، ولا يُفترض أبدًا أن يخمن حساباتهم. لربما كان ستالين مجنونًا، ولكنه لم يكن غبيًا».

### التأثيرات
أُعدِم العديد من علماء الوراثة (بما في ذلك إسحاق أغول، وسولومون ليفيت، وغريغوري ليفيتسكي، وجورجي كاربيشينكو، وجورجي نادسون) أو أرسلوا إلى معسكرات العمل، وذلك منذ عام 1934 حتى عام 1940 تحت تحذيرات ليسينكو وبموافقة ستالين. قُبِض على عالم الوراثة السوفيتي الشهير ورئيس الأكاديمية الزراعية، نيقولاي فافيلوف، في عام 1940 وتوفي في السجن عام 1943.
انتُقد عالم الوراثة الأمريكي هرمان جوزيف مولر في عام 1936، الذي انتقل إلى معهد لينينغراد لعلم الوراثة مع الدروسوفيلا (ذبابة الفاكهة)، بأنه برجوازي، ورأسمالي، وإمبريالي، ومروج للفاشية، فغادر الاتحاد السوفيتي وعاد إلى أمريكا عبر جمهورية إسبانيا. أُعلِن عن علم الوراثة في عام 1948 بشكل رسمي على أنه «علم زائف برجوازي».سُجِن أكثر من 3000 عالم أحياء أو طُرِدوا أو أُعدِموا لمحاولتهم معارضة الليسينكووية، ودُمِّرت أبحاث الوراثة بشكل فعال حتى وفاة ستالين في عام 1953. انخفضت غلة المحاصيل في اتحاد الجمهوريات الاشتراكية السوفيتية بسبب الليسينكووية.

### السقوط
بدأ الوضع بالتغير في نهاية عام 1952، ونشرت الصحف مقالات تنتقد الليسينكووية. تباطأت عملية العودة إلى علم الوراثة العادية في زمن نيكيتا خروتشوف، وذلك عندما أظهر له ليسينكو النجاحات المفترضة لمجموعة زراعية تجريبية. حُظِر انتقاد ليسينكو مرة أخرى، وذلك على الرغم من التمكن حينها من التعبير عن وجهات نظر مختلفة، وأُطلِق سراح علماء الوراثة المسجونين في عهد ستالين أو استُبدِلوا بعد وفاتهم. رُفع الحظر أخيرًا في منتصف الستينيات من القرن العشرين. بدأ الغرب في هذه الأثناء بالنظر لليسينكووية على أنها علم كاذب.

### الظهور مرة أخرى
فُتح النقاش حول الليسينكووية مرة أخرى في روسيا في القرن الحادي والعشرين في بعض الصحف المحترمة مثل صحيفة كولتشورا من قبل بعض علماء الأحياء. ظهر عالم الوراثة ليف زيفوتوفسكي بادعاء غير مدعوم بأن ليسينكو ساعد في تأسيس علم الأحياء التنموي الحديث. 

## في دول أخرى
قبلت بلدان أخرى في الكتلة الشرقية الليسينكووية على أنها «علم الأحياء الجديد» الرسمي بدرجات متفاوتة.
اتبعها جميع علماء الوراثة باستثناء العالم فاكسواف غايفسكي في بولندا. لم يُسمح له بالتواصل مع الطلاب، لكنه تمكن من مواصلة عمله العلمي في حديقة وارسو النباتية. رُفِضت الليسينكووية بسرعة في عام 1956، وبُني أول قسم للوراثة في جامعة وارسو في عام 1958 برئاسة غايفسكي.
تبنت تشيكوسلوفاكيا الليسينكووية في عام 1949. كان ياروسلاف كريزينيكسكي ((1896-1964 أحد علماء الوراثة التشيكوسلوفاكيين المعارضين للِّيسينكووية، وفُصِل من الجامعة الزراعية في عام 1949 بعد انتقاده للحملة في إحدى محاضراته بسبب «خدمة النظام الرأسمالي الراسخ، واعتبار نفسه متفوقًا على الطبقة العاملة، ومعاداته للنظام الديمقراطي الشعبي»، وسُجن في عام 1958.
كان لليسينكووية تأثيرًا ضئيلًا جدًا في جمهورية ألمانيا الديمقراطية على العلوم بسبب إجراءات عدد قليل من العلماء (على سبيل المثال، عالم الوراثة والناقد الشرس لليسينكووية هانز ستوب)، والحدود المفتوحة لمؤسسات البحث في برلين الغربية، وذلك على الرغم من تدريسها في بعض الجامعات. أُدرِجت نظريات ليسينكو في الكتب المدرسية حتى فُصِل نيكيتا خروتشوف في عام 1964.
سيطرت الليسينكووية على العلوم الصينية منذ عام 1949 حتى عام 1956، وخاصة خلال القفزة العظيمة، عندما سُمِح لمعارضي الليسينكووية خلال ندوة علم الوراثة بانتقادها بحرية ومناقشة علم الوراثة. نُقل عن تان جاه جيه في وقائع الندوة قوله: «تجرأنا على انتقاد ليسينكو منذ أن بدأ الاتحاد السوفييتي في انتقاده». سُمِح لكلتي المدرستين بالتعايش لفترة من الوقت، وذلك على الرغم من حجم التأثير الليسينكوي الكبير على مدى عدة سنوات.
كان جون ديزموند برنال، أستاذ الفيزياء في كلية بيركبيك في جامعة لندن، وزميل الجمعية الملكية، والشيوعي، الوحيد تقريبًا بين العلماء الغربيين الذي دافع بشكل عام وعدواني عن ليسينكو.